# 서울잠원초등학교 축구단
서울잠원초등학교 축구부는 대한민국 서울특별시에 있는 초등학교 축구부이다. 

## 참고 자료
- “KFA 통합경기정보 시스템”. 대한축구협회.

## 같이 보기
- 서울잠원초등학교

## 참고 자료
- 잠원초 이경천 감독' “생각하는 선수 만들기 위해 노력”